# Shell Grotto
A Shell Grotto egy kagyló- és csigaházakból díszesen kirakott földalatti járat, amely az angliai Margate (Kent) egyik legfontosabb nevezetessége. A barlang oldalfalainak és íves boltozatának szinte a teljes felületét körülbelül 4,6 millió darab tengeri kagylóból készült mozaik borítja, amely összesen körülbelül 190 négyzetmétert fed be. A járatot 1835-ben fedezték fel, de korát és az alkotás célját eddig nem sikerült megállapítani. A kagylóbarlang I. fokozatú (Grade I-listed) műemlék és nyilvánosan látogatható.

## Leírása

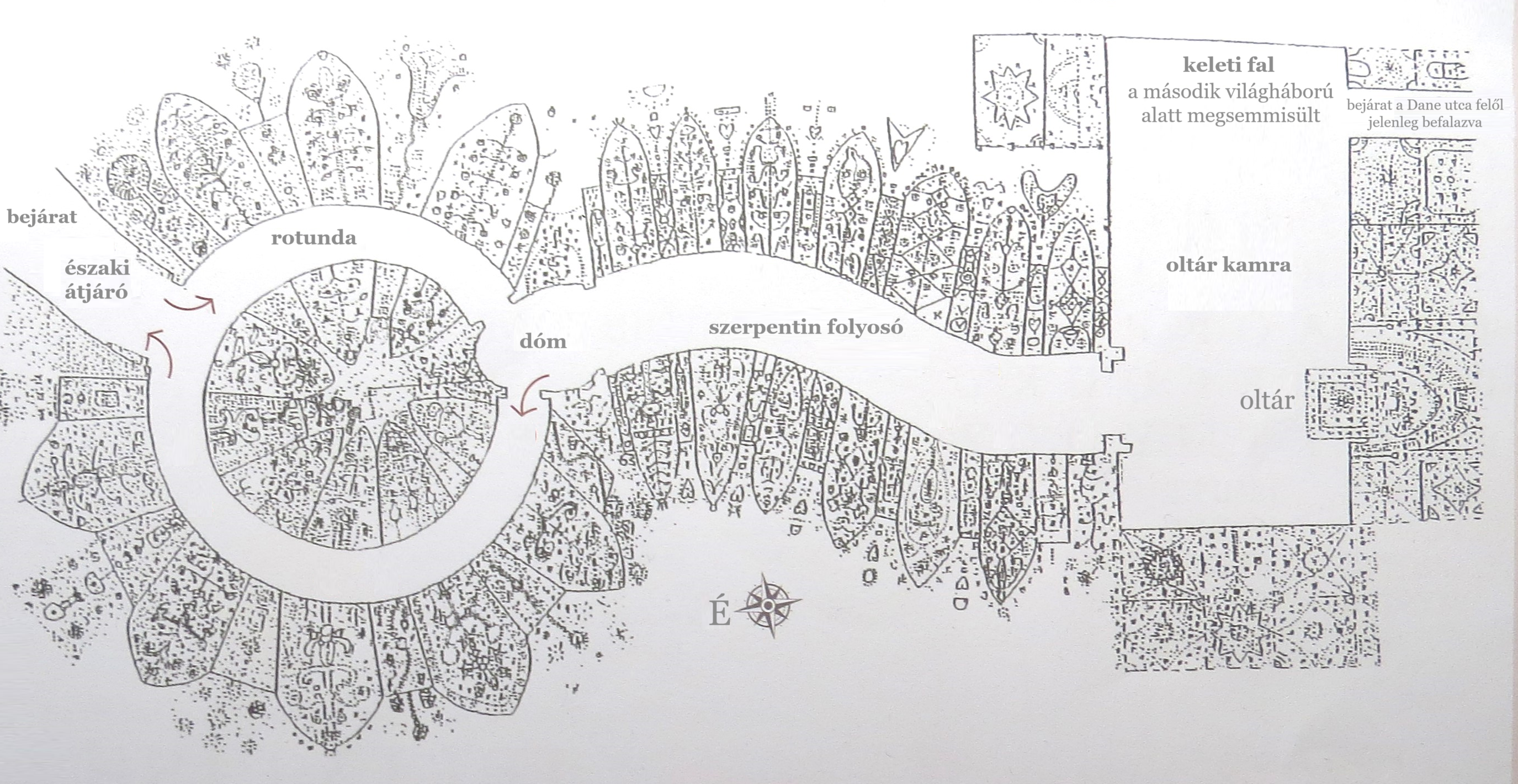
Vázlatos térkép a margate-i kagylóbarlang járatairól

A Shell Grotto egy körülbelül 2,4 méter magas és 21 méter hosszú földalatti járatból áll, amely egy téglalap alakú helyiségben végződik, amelyet oltárkamrának neveznek és mérete körülbelül 5 × 6 méter alapterületű. Az üreg teljes egészében a föld alatt van, amely a barlanghoz kapcsolódó kis múzeumból és ajándékboltból lefelé vezető krétából kifaragott lépcsőkön lehet megközelíteni. A lépcsők egy szűk, körülbelül egy méter széles átjáróhoz vezetnek amely a sziklán keresztül kanyarog egy boltívig. Innentől kezdve a falakat és a csúcsíves mennyezetet kagylókból készült mozaik borítja. A járat  egy körfolyosóhoz, a rotundához vezet melynek másik oldalához egy kupola az ún. dóm csatlakozik, 
amely némi napfényt enged be a szerkezetbe. A kupola alaprajza egy egyenlő oldalú háromszög, mely a rotunda két oldalán egy-egy ívvel csatlakozik. 
Az oldalsó két ív a rotundához, míg egy harmadik boltív egy kanyargós átjáróhoz, a szerpentin folyosóhoz vezet. Ez a folyosó ívelt falaival és boltozataival változatos kialakítású mozaikokban gazdag. A kanyargós átjáró végén egy boltív vezet a négyszögetes kamrához, melyben az oltár található. 
A dekoráció geometrikus karaktert ölt, de mégis finoman megtervezett és kivitelezett. A témák főként a csillagok és a nap. A helyiség fókuszpontja, az oltár, amely a bejárati ívre néző íves fülke.
Az építmény rendeltetése ismeretlen, de számos különböző elmélet az elmúlt 3000 év vagy még régebbi időszakra datálja az építését.
Több teória is létezik, amely szerint a templomosok vagy társaik építették valamikor az 1100-as évek közepén. Vagy a rómaiak építhették, esetleg a középkorban keletkezett és szabadkőműves rituálékra használták. Egyes feltételezések szerint egy hóbortos gazdag ember építette  a 18. vagy 19. században. Mások szerint egy történelem előtti csillagászati naptár volt.
A mozaikban leggyakrabban használt fésűkagylók és osztrigák helyi eredetűek. A mozaik nagy része lapos sziklából van kialakítva, ami a háttérkitöltés kialakítására szolgál az alkotások között. Ez a kagyló azonban helyben ritkán található meg, ezért valószínűleg Southampton nyugati partjainál gyűjtették össze, ahol bőségesen megtalálható. A kagylókat a falhoz és egymáshoz rögzítő kötőanyag, egy halalapú ragasztó lehetett.

## Története
A barlang történetéről szóló beszámolók ellentmondásosak, bár a legtöbben egyetértenek abban, hogy 1835-ben James Newlove és fia egy kacsatavat ásva véletlenül fedezték fel. Ásás közben a föld egyszercsak beszakadt és egy üreg tátongott előttük.
A helyiek nem tudtak a létezéséről és az építményben sem találtak semmilyen feliratot, ábrát, vagy bármilyen utalást az építőkre. 
Még azt sem lehet tudni, hogy mikor készült. 
Az első írásos utalás a Shell Groto-ra a Kentish Gazette angol hetilap 1838. május 22-i cikkében jelenik meg, amely a kagylóbarlang közelgő megnyitását a nyilvánosság számára vonzó látványosságként jelenti be. Felfedezése óta magántulajdonban van.
1932-ben új tulajdonos vette át a barlangot. A gázvilágítást, amely az elmúlt kilencven évben megfeketítette a színes kagylók felületét, elektromos világításra cserélték. A tisztítási tesztek azt mutatják, hogy a kagylóhéjak többsége elvesztette színét a szennyeződések alatt, amely így fehér színű. Az építményt a víz behatolása is megszenvedte, de 2012-ben az English Heritage céggel közösen végrehajtott ötéves állagmegőrzési program nyomán levették a veszélyeztetett épületek listájáról. A megrongálódott mozaikok pótlásának terve - a Cocarde projekt - 2012-ben indult.

## Képgaléria

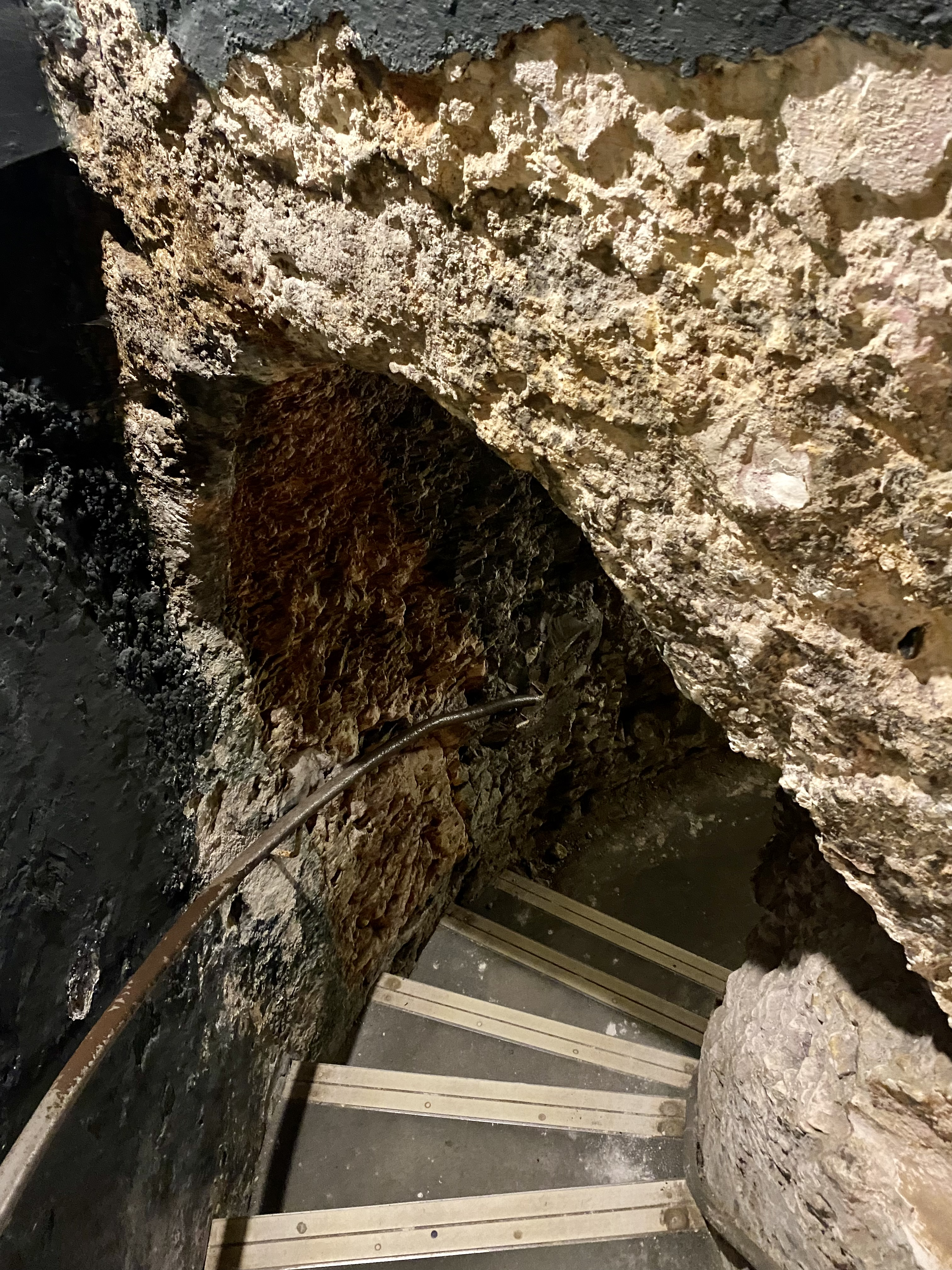
Lejárat a kagylóbarlanghoz
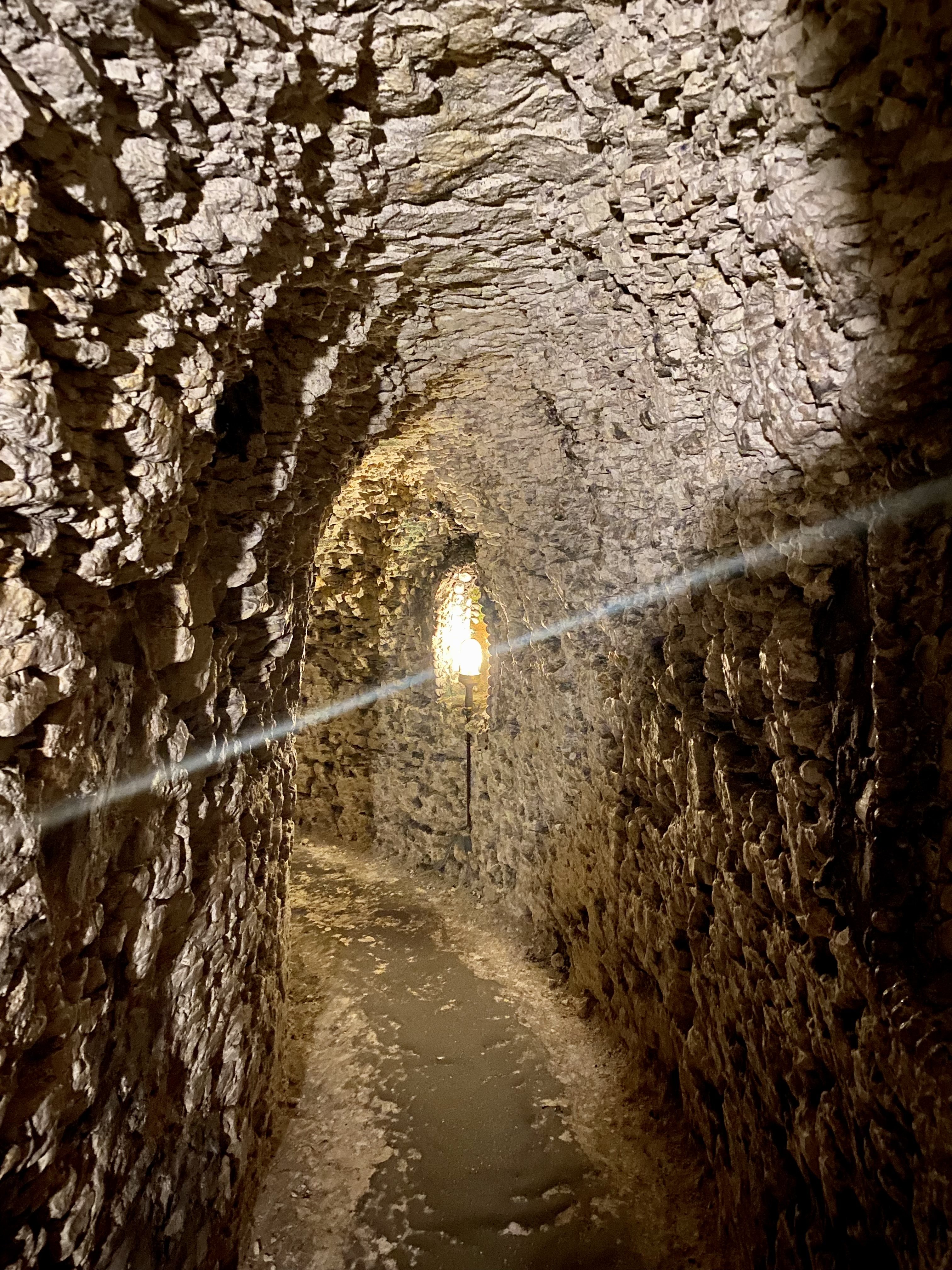
Az északi átjáró folyosó a rotundához
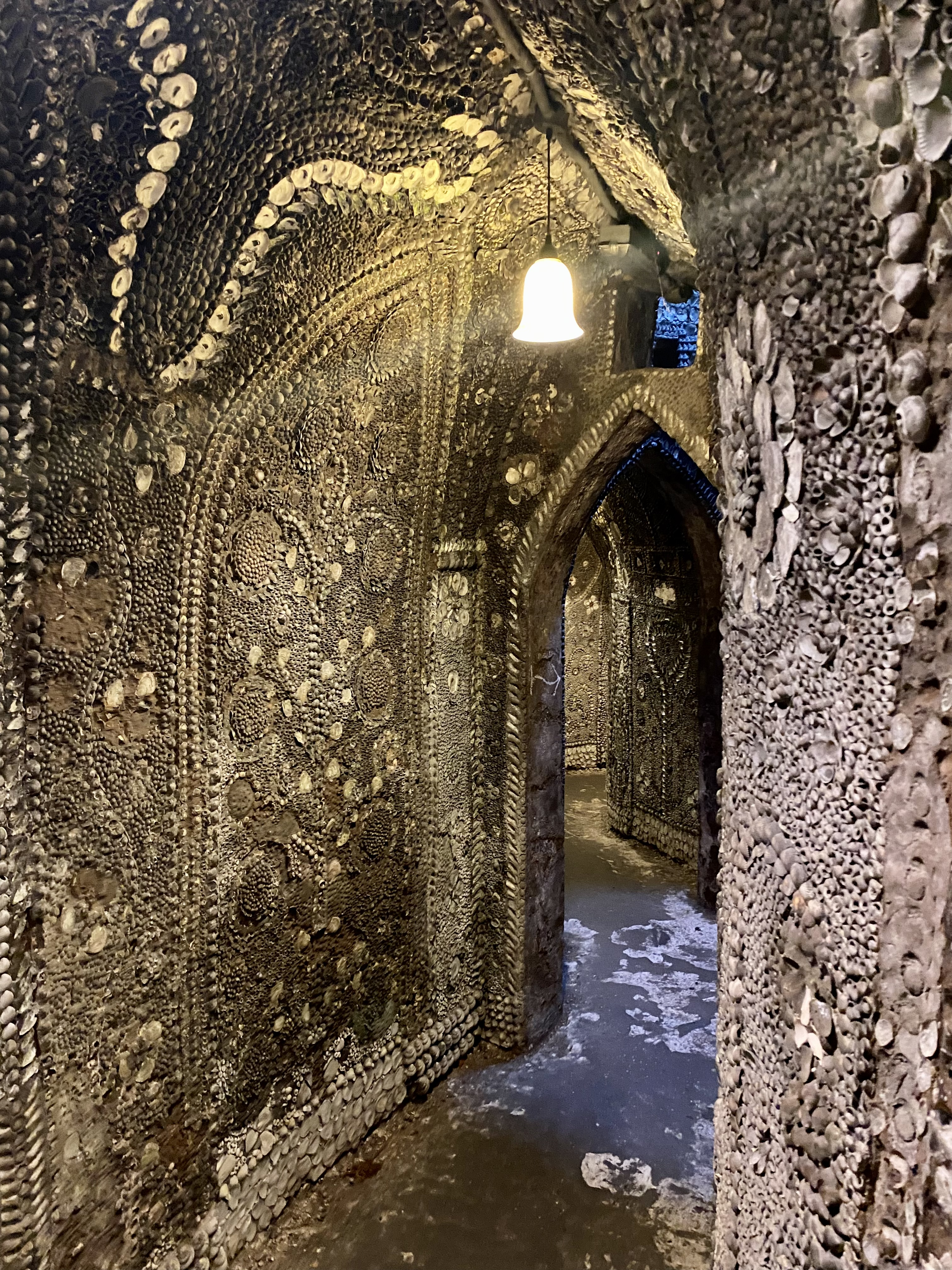
A szerpentin folyosó részlete
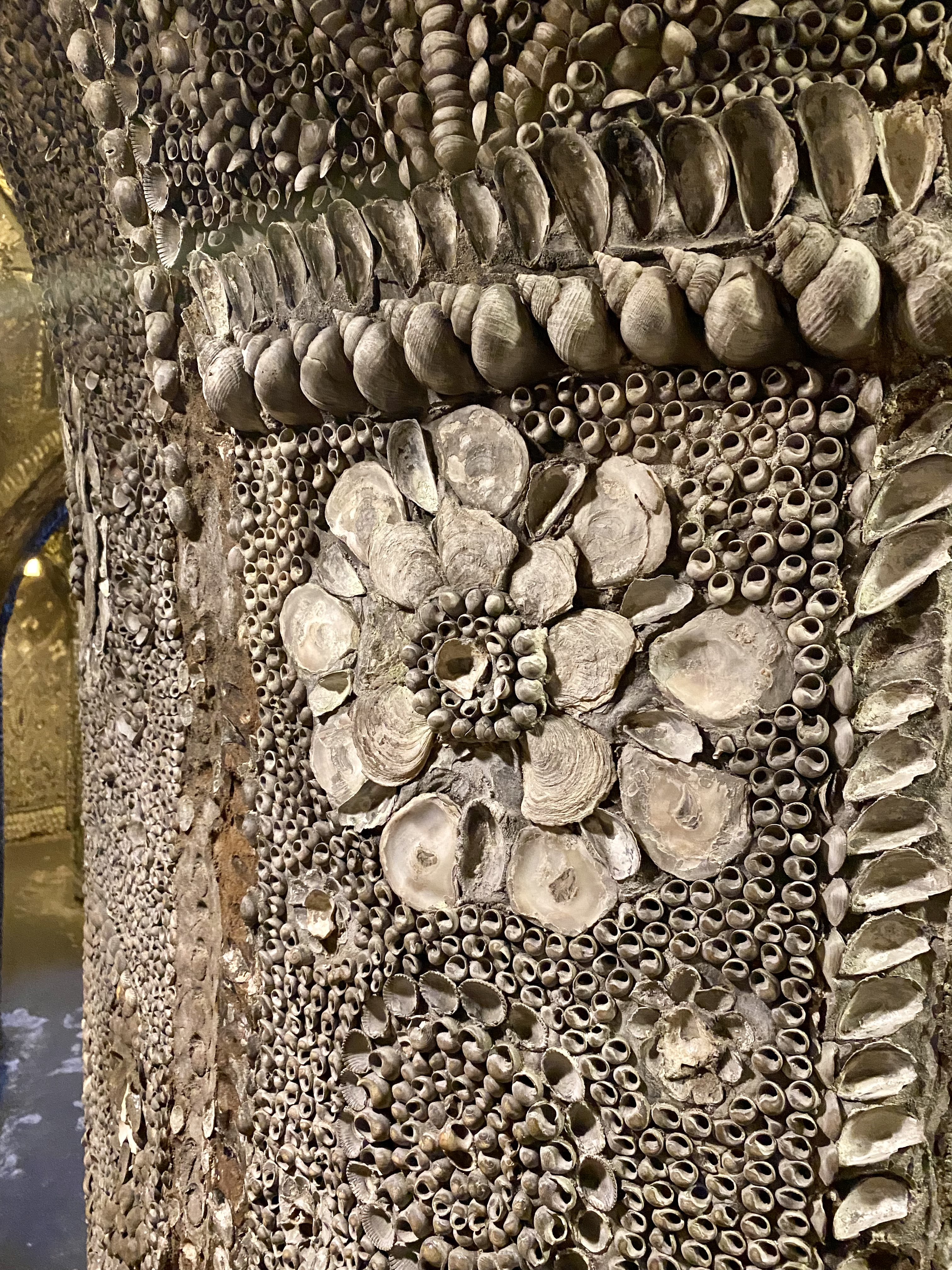
Kagylókkal kirakott falrészlet
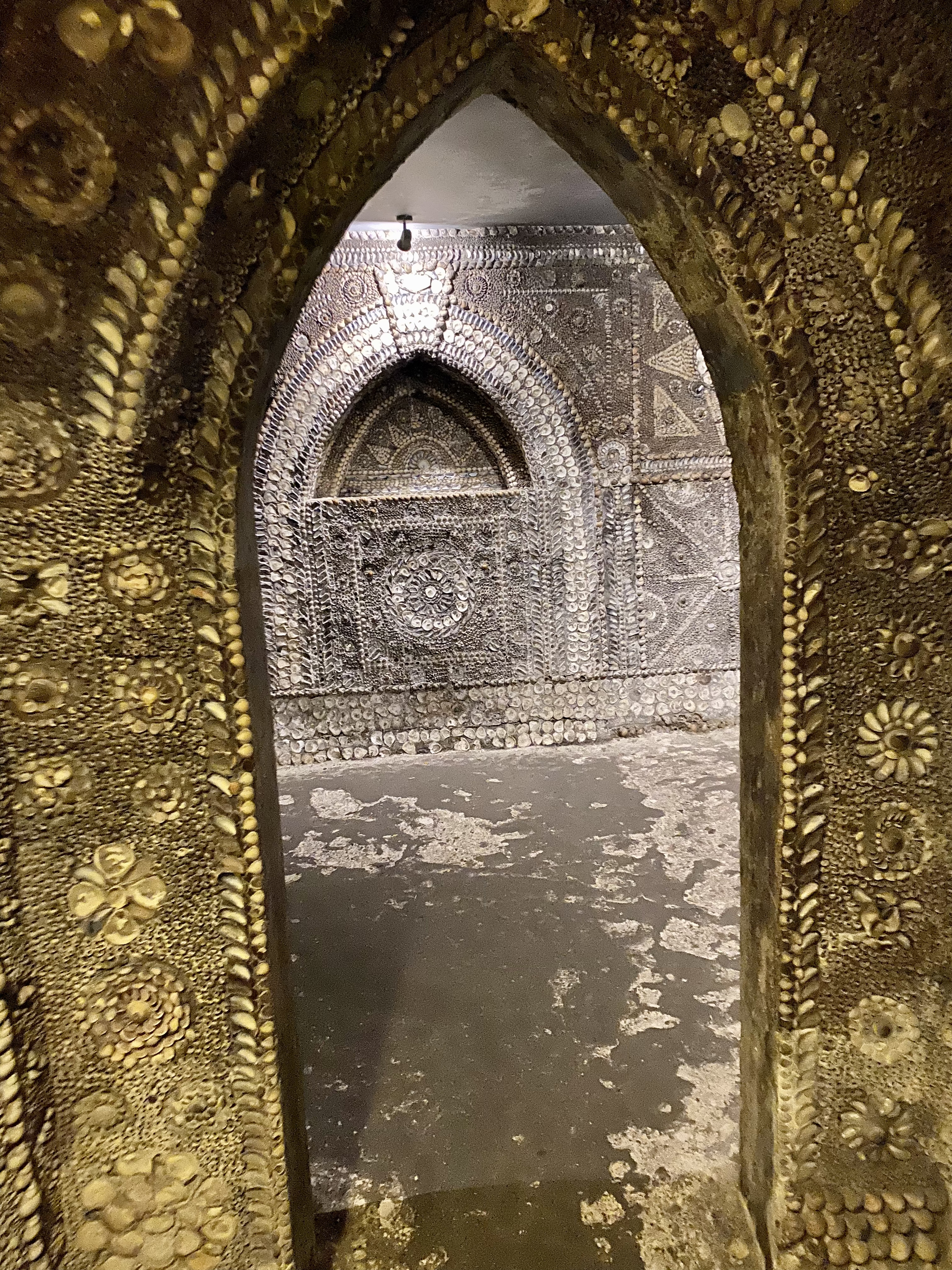
Bejárat az oltárhoz

## Fordítás
Ez a szócikk részben vagy egészben  a   Shell Grotto, Margate című angol Wikipédia-szócikk fordításán alapul.  Az eredeti cikk szerkesztőit annak laptörténete sorolja fel. Ez a jelzés csupán a megfogalmazás eredetét és a szerzői jogokat jelzi, nem szolgál a cikkben szereplő információk forrásmegjelöléseként.